# Cacia tonkinensis
Cacia tonkinensis är en skalbaggsart som beskrevs av Maurice Pic 1926. Cacia tonkinensis ingår i släktet Cacia och familjen långhorningar. Inga underarter finns listade.